# Hermon Henry Cook
Pour les articles homonymes, voir Cook.
Hermon (Herman) Henry Cook (26 avril 1837-12 avril 1914) est un homme politique canadien de l'Ontario. Il est député fédéral libéral de la circonscription ontarienne de Simcoe-Nord de 1872 à 1878 et de Simcoe-Est de 1882 à 1891. Il est aussi député provincial libéral de Simcoe-Est de 1879 à 1882.

## Biographie
Né à Williamsburgh Township dans le Comté de Dundas (en) dans le Haut-Canada, Cook étudie à Iroquois. Il devient marchand de bois dans le comté de Simcoe et établit une scierie près de Midland. La construction du Midland Railway of Canada (en) contribue à la prospérité de son entreprise.
Candidat défait lors des élections provinciales de 1871, il parvient à être élu en 1879. Il démissionne de son poste en 1882.

## Famille
- Son frère, James William Cook (en) (1820-1875), représente Dundas à l'Assemblée législative de la province du Canada de 1858 à 1861.
- Son frère, Simon S. Cook (en) (1831-1892), représente la circonscription provinciale de Dundas de 1867 à 1874.
- Son oncle, John Cook (en) (1791-1877), représente Dundas (en) dans la province de Canada de 1841 à 1844.
- Sa fille, May Cook, épouse Arthur Norreys Worthington (1862-1912) qui sert comme député de Ville de Sherbrooke de 1904 à 1911.